# AS Ostende
Pour les articles homonymes, voir Ostende (homonymie).
Maillots
Dernière mise à jour : 10 octobre 2012.
L'Athletische Sportvereniging Oostende est un ancien club de football belge localisé à Ostende. Le club est fondé en 1911 et joue 55 saisons dans les divisions nationales, dont 4 au plus haut niveau. Le club porte le « matricule 53 », ses couleurs sont Rouge et Vert.
En 1981, le club fusionne avec un autre club ostendais, son rival du K. VG Ostende (matricule 31), pour devenir le KV Ostende sous le matricule 31. Le matricule 53 de l'« ASO » est radié.

## Histoire

### Fondation et débuts en championnat
Le club est créé en 1911 sous le nom Association Sportive Ostendaise, et s'affilie à l'Union belge le 16 mars 1912. En 1920, le club ajoute une dénomination flamande à son nom, Oostendsche Sportvereniging, changement officialisé dans une note de l'URBSFA le 20 juillet 1920. Déjà vers 1917, les dirigeants voulaient changer leur nom en Oostendsche Sportvereniging "Zwarte Leeuw", mais le secrétaire de l'Union belge pensa qu'il s'agissait d'un nouveau club dans la ville côtière. Le président du club Jean Heyndrickx justifie le changement de nom dans une lettre adressée à la Fédération le 19 juin 1919, dans laquelle il écrit :
« Nous ne sommes pas un nouveau cercle. Mais au lieu d'avoir notre titre en français, nous le traduisons en flamand. 1/ Parce que nous ne voulons pas avoir un nom français et flamand, 2/ parce que nos joueurs ne pouvaient conserver ce titre de boches (sic), ils ont donc joués (sic) (Note de la source: pendant la guerre 1914-1918) sous le titre de "Zwarte Leeuw", de cela le nom ajouté à l'ancien. »
Le terme « Zwarte Leeuw » signifie « Lion Noir » en français, et représenté sur un fond jaune, il est l'emblème de la Flandre. Le club doit néanmoins renoncer aux termes « Zwarte Leeuw », et l'URBSFA officialise dès lors la nouvelle appellation bilingue.

### Premiers pas en nationales
Il rejoint les séries nationales en 1922. En 1926, le club est relégué vers la nouvelle Promotion, qui devient le troisième niveau national. Il se voit également attribuer le matricule 53. Lors de sa deuxième saison à ce niveau, le club est disqualifié du championnat, et tous ses points lui sont retirés, ce qui provoque son retour vers les séries provinciales. Le club est de retour en nationales après un an, et remporte le titre dans sa série en 1931. Il reste en Division 1 jusqu'en 1937, quand le club termine à l'avant-dernière place, synonyme de retour en Promotion. Le club remporte un nouveau titre après une saison, et revient en Division 1, où il joue la dernière saison avant la Seconde Guerre mondiale. Le club reste à ce niveau durant les trois championnats de guerre.

### Ascension vers la première division
Au terme de la deuxième saison suivant la guerre, l'AS Ostende est à nouveau rétrogradé au troisième niveau national, où il remporte un nouveau titre en 1949. Le club passe ensuite dix saisons dans l'anti-chambre de l'élite, accumulant les places d'honneur les premières années. Par la suite, le club recule au classement, et en 1958, il est de nouveau rétrogradé au niveau inférieur. Il y gagne un nouveau titre en 1961, et revient en Division 2. Au terme du championnat 1968-1969, le club remporte son premier titre en D2, et rejoint pour la première fois de son Histoire la première division. Mais la joie des ostendais est de courte durée, le club termine dernier et retourne en Division 2. Un an plus tard, il est de nouveau relégué, et se retrouve en Division 3 en 1971.

### Retour en première division, fusion et disparition
Après deux saisons en D3, le club remporte le titre dans sa série et remonte en Division 2. Il termine vice-champion lors de son retour, et remonte en Division 1, quatre ans après l'avoir quittée. Cette fois, le club ostendais joue trois ans au plus haut niveau, mais une dernière place en 1977 le condamne à un retour en Division 2. Deux ans plus tard, il subit une nouvelle relégation, et retourne en Division 3. En 1981, les dirigeants négocient une fusion avec le club voisin du VG Ostende, qui aboutit à la création du KV Ostende. Le club fusionné conserve le matricule 31 du VG, et le matricule 53 de l'AS Ostende est radié par l'URBSFA.

## Résultats dans les divisions nationales
Statistiques clôturées, club disparu

### Palmarès
- 1 fois champion de Belgique de D2 en 1969
- 5 fois champion de Belgique de D3 en 1931, 1938, 1949, 1961 et 1973

### Bilan
| Niv | Divisions    | Jouées | Titres | TM Up | TM Down |
| --- | ------------ | ------ | ------ | ----- | ------- |
| I   | 1e nationale | 4      | 0      |       |         |
| II  | 2e nationale | 37     | 1      |       |         |
| III | 3e nationale | 14     | 5      |       |         |
| IV  | 4e nationale | 0      | 0      |       |         |
|     |              |        |        |       |         |
|     | TOTAUX       | 55     | 6      |       |         |

- TM Up= test-match pour départager des égalités, ou toutes formes de Barrages ou de Tour final pour une montée éventuelle.
- TM Down= test-match pour départager des égalités, ou toutes formes de Barrages ou de Tour final pour le maintien.

### Classements saison par saison
| Ordre                                   | Saison  | Nom du club                                                                     | Niveau                                                                          | Classement final                                                                | Remarques                                                                       |
| --------------------------------------- | ------- | ------------------------------------------------------------------------------- | ------------------------------------------------------------------------------- | ------------------------------------------------------------------------------- | ------------------------------------------------------------------------------- |
| 1                                       | 1922-23 | AS Ostende                                                                      | Promotion (D2)                                                                  | 14e/14                                                                          | [ saisons 1 ]                                                                   |
| 2                                       | 1923-24 | AS Ostende                                                                      | Promotion (D2) série A                                                          | 4e/14                                                                           |                                                                                 |
| 3                                       | 1924-25 | AS Ostende                                                                      | Promotion (D2) série A                                                          | 9e/14                                                                           |                                                                                 |
| 4                                       | 1925-26 | AS Ostende                                                                      | Promotion (D2) série B                                                          | 9e/14                                                                           | Relégué!                                                                        |
| 5                                       | 1926-27 | AS Ostende                                                                      | Promotion (D3) série A                                                          | 5e/14                                                                           |                                                                                 |
| 6                                       | 1927-28 | AS Ostende                                                                      | Promotion (D3) série A                                                          | 14e/14                                                                          | Relégué!                                                                        |
| séries régionales                       |         |                                                                                 |                                                                                 |                                                                                 |                                                                                 |
| 7                                       | 1929-30 | AS Ostende                                                                      | Promotion (D3) série A                                                          | 5e/14                                                                           |                                                                                 |
| 8                                       | 1930-31 | AS Ostende                                                                      | Promotion (D3) série A                                                          | 1er/14                                                                          | Champion et promu!                                                              |
| 9                                       | 1931-32 | AS Ostende                                                                      | Division 1 (D2) série A                                                         | 6e/14                                                                           |                                                                                 |
| 10                                      | 1932-33 | AS Ostende                                                                      | Division 1 (D2) série A                                                         | 9e/14                                                                           |                                                                                 |
| 11                                      | 1933-34 | AS Ostende                                                                      | Division 1 (D2) série A                                                         | 9e/14                                                                           |                                                                                 |
| 12                                      | 1934-35 | AS Ostende                                                                      | Division 1 (D2) série A                                                         | 2e/14                                                                           |                                                                                 |
| 13                                      | 1935-36 | AS Ostende                                                                      | Division 1 (D2) série A                                                         | 12e/14                                                                          |                                                                                 |
| 14                                      | 1936-37 | AS Ostende                                                                      | Division 1 (D2) série B                                                         | 13e/14                                                                          | Relégué!                                                                        |
| 15                                      | 1937-38 | AS Ostende                                                                      | Promotion (D3) série D                                                          | 1er/14                                                                          | Champion et promu!                                                              |
| 16                                      | 1938-39 | AS Ostende                                                                      | Division 1 (D2) série A                                                         | 10e/14                                                                          |                                                                                 |
| compétitions interrompues par la guerre |         |                                                                                 |                                                                                 |                                                                                 |                                                                                 |
| 17                                      | 1941-42 | AS Ostende                                                                      | Division 1 (D2) série A                                                         | 9e/14                                                                           |                                                                                 |
| 18                                      | 1942-43 | AS Ostende                                                                      | Division 1 (D2) série B                                                         | 13e/15                                                                          |                                                                                 |
| 19                                      | 1943-44 | AS Ostende                                                                      | Division 1 (D2) série A                                                         | 15e/16                                                                          | [ saisons 3 ]                                                                   |
| compétitions interrompues par la guerre |         |                                                                                 |                                                                                 |                                                                                 |                                                                                 |
| 20                                      | 1945-46 | AS Ostende                                                                      | Division 1 (D2) série A                                                         | 15e/17                                                                          |                                                                                 |
| 21                                      | 1946-47 | AS Ostende                                                                      | Division 1 (D2) série A                                                         | 14e/17                                                                          | Relégué!                                                                        |
| 22                                      | 1947-48 | AS Ostende                                                                      | Promotion (D3) série A                                                          | 3e/16                                                                           |                                                                                 |
| 23                                      | 1948-49 | AS Ostende                                                                      | Promotion (D3) série B                                                          | 1er/16                                                                          | Champion et promu!                                                              |
| 24                                      | 1949-50 | AS Ostende                                                                      | Division 1 (D2) série A                                                         | 4e/16                                                                           |                                                                                 |
| 25                                      | 1950-51 | AS Ostende                                                                      | Division 1 (D2) série B                                                         | 5e/16                                                                           |                                                                                 |
| 26                                      | 1951-52 | AS Ostende                                                                      | Division 1 (D2) série A                                                         | 3e/16                                                                           |                                                                                 |
| 27                                      | 1952-53 | AS Ostende                                                                      | Division 2                                                                      | 4e/16                                                                           |                                                                                 |
| 28                                      | 1953-54 | AS Ostende                                                                      | Division 2                                                                      | 10e/16                                                                          |                                                                                 |
| 29                                      | 1954-55 | AS Ostende                                                                      | Division 2                                                                      | 7e/16                                                                           |                                                                                 |
| 30                                      | 1955-56 | AS Ostende                                                                      | Division 2                                                                      | 12e/16                                                                          |                                                                                 |
| 31                                      | 1956-57 | AS Ostende                                                                      | Division 2                                                                      | 11e/16                                                                          |                                                                                 |
| 32                                      | 1957-58 | AS Ostende                                                                      | Division 2                                                                      | 15e/16                                                                          | Relégué!                                                                        |
| 33                                      | 1958-59 | AS Ostende                                                                      | Division 3 série B                                                              | 4e/16                                                                           |                                                                                 |
| 34                                      | 1959-60 | AS Ostende                                                                      | Division 3 série A                                                              | 3e/16                                                                           |                                                                                 |
| 35                                      | 1960-61 | AS Ostende                                                                      | Division 3 série A                                                              | 1er/16                                                                          | Champion et promu!                                                              |
| 36                                      | 1961-62 | AS Ostende                                                                      | Division 2                                                                      | 10e/16                                                                          |                                                                                 |
| 37                                      | 1962-63 | AS Ostende                                                                      | Division 2                                                                      | 9e/16                                                                           |                                                                                 |
| 38                                      | 1963-64 | AS Ostende                                                                      | Division 2                                                                      | 5e/16                                                                           |                                                                                 |
| 39                                      | 1964-65 | AS Ostende                                                                      | Division 2                                                                      | 6e/16                                                                           |                                                                                 |
| 40                                      | 1965-66 | AS Ostende                                                                      | Division 2                                                                      | 8e/16                                                                           |                                                                                 |
| 41                                      | 1966-67 | AS Ostende                                                                      | Division 2                                                                      | 6e/16                                                                           |                                                                                 |
| 42                                      | 1967-68 | AS Ostende                                                                      | Division 2                                                                      | 6e/16                                                                           |                                                                                 |
| 43                                      | 1968-69 | AS Ostende                                                                      | Division 2                                                                      | 1er/16                                                                          | Champion et promu!                                                              |
| 44                                      | 1969-70 | AS Ostende                                                                      | Division 1                                                                      | 16e/16                                                                          | Relégué!                                                                        |
| 45                                      | 1970-71 | AS Ostende                                                                      | Division 2                                                                      | 16e/16                                                                          | Relégué!                                                                        |
| 46                                      | 1971-72 | AS Ostende                                                                      | Division 3 série A                                                              | 7e/16                                                                           |                                                                                 |
| 47                                      | 1972-73 | AS Ostende                                                                      | Division 3 série B                                                              | 1er/16                                                                          | Champion et promu!                                                              |
| 48                                      | 1973-74 | AS Ostende                                                                      | Division 2                                                                      | 2e/16                                                                           | Promu!                                                                          |
| 49                                      | 1974-75 | AS Ostende                                                                      | Division 1                                                                      | 16e/20                                                                          |                                                                                 |
| 50                                      | 1975-76 | AS Ostende                                                                      | Division 1                                                                      | 12e/19                                                                          |                                                                                 |
| 51                                      | 1976-77 | AS Ostende                                                                      | Division 1                                                                      | 18e/18                                                                          | Relégué!                                                                        |
| 52                                      | 1977-78 | AS Ostende                                                                      | Division 2                                                                      | 4e/16                                                                           |                                                                                 |
| 53                                      | 1978-79 | AS Ostende                                                                      | Division 2                                                                      | 16e/16                                                                          | Relégué!                                                                        |
| 54                                      | 1979-80 | AS Ostende                                                                      | Division 3 série A                                                              | 4e/16                                                                           |                                                                                 |
| 55                                      | 1980-81 | AS Ostende                                                                      | Division 3 série A                                                              | 8e/16                                                                           |                                                                                 |
| X                                       | 1981    | Fusion avec le VG Ostende pour former le KV Ostende, le matricule 53 est radié. | Fusion avec le VG Ostende pour former le KV Ostende, le matricule 53 est radié. | Fusion avec le VG Ostende pour former le KV Ostende, le matricule 53 est radié. | Fusion avec le VG Ostende pour former le KV Ostende, le matricule 53 est radié. |